# Centro de interpretación del Ferrocarril de Mora la Nueva
El centro de interpretación del Ferrocarril de Mora la Nueva es un museo ferroviario español situado en las históricas instalaciones de la estación de Mora la Nueva, en la provincia de Tarragona, Cataluña, España. Aquí se encontraba ubicado uno de los depósitos de locomotoras de vapor más importantes de España —que llegó a disponer de unas 100 locomotoras y 1000 trabajadores—.

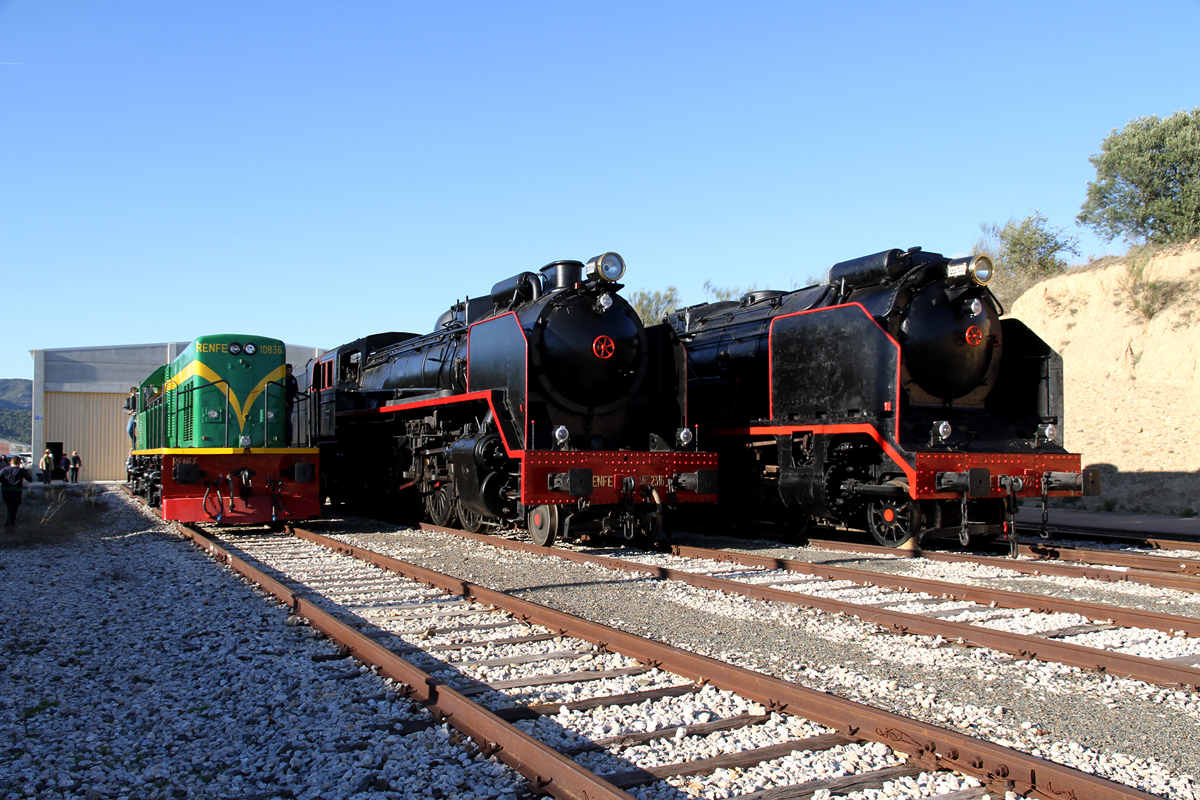
Algunas de las locomotoras del patrimonio

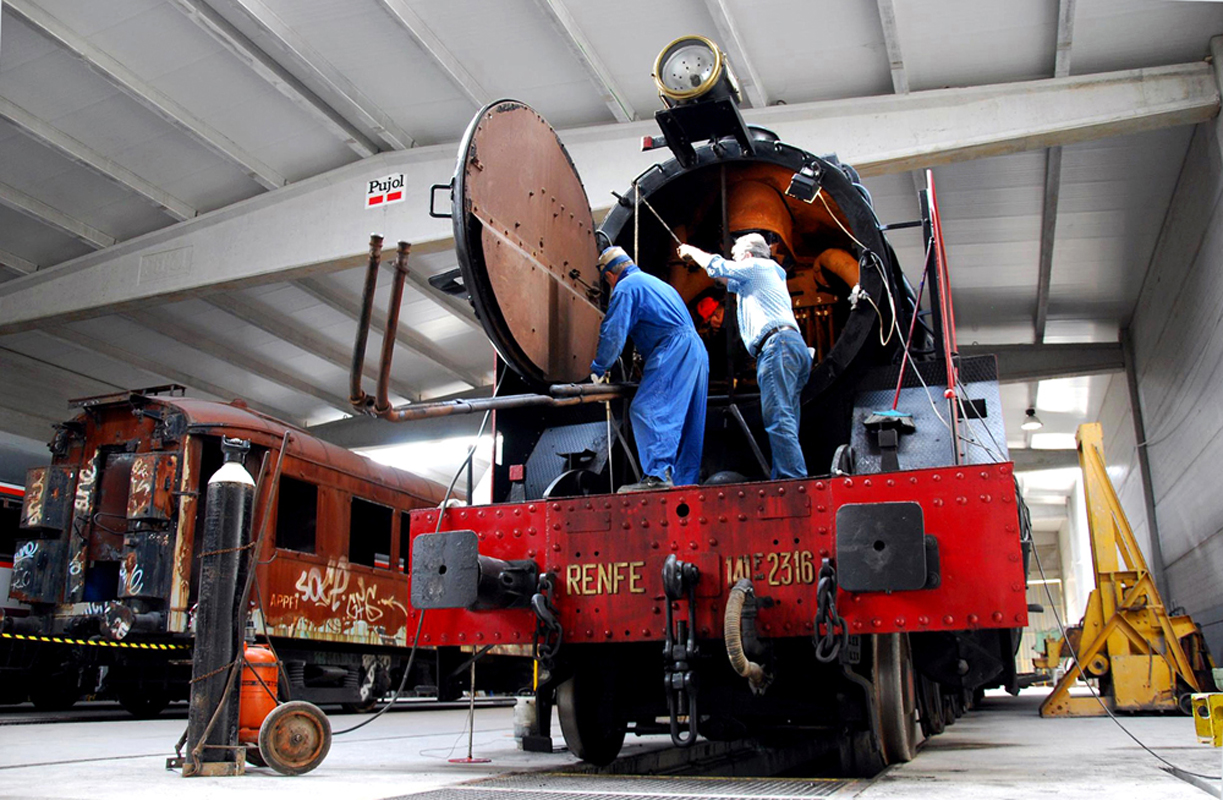
Restauración operacional de la locomotora 141F-2316, «La Mikado»

El centro de interpretación forma parte de un ambicioso proyecto de recuperación de arqueología industrial que incluye también la puesta en funcionamiento de un tren turístico a vapor entre la Costa Dorada y las comarcas del interior, así como la creación de una escuela profesional de oficios ferroviarios. Actualmente el visitante puede disfrutar de una visita guiada que incluye la recuperación del edificio del enclavamiento, que alberga uno de los primeros sistemas de control de estaciones electromecánicos de Europa. Una gran mesa mecánica que permitía que una sola persona pudiera hacer de manera centralizada todos los cambios de agujas y controlar toda la señalización del estación. Fue construida en 1928 por la empresa estadounidense General Railway Signal y estuvo en servicio hasta 1983.
También se puede visitar el puente giratorio de 23 metros, las antiguas cocheras de carruajes —hoy taller de restauración de vehículos—. El recorrido finaliza en la nueva cochera del tren turístico, donde se restauran y conservan algunos ejemplares de locomotoras, automotores, coches y vagones. De todo este material sobresale la locomotora RENFE 241F-2238, el único ejemplar que se conserva de locomotora de vapor gran potencia destinada a remolcar los grandes trenes expresos entre Barcelona y Madrid en las décadas de 1950 y 1960, máquina que además perteneció al depósito de Mora la Nueva.
El centro de interpretación del ferrocarril forma parte de la red estatal de centros de puesta en valor del patrimonio ferroviario y está integrado en la Red de Museos de la Ciencia y la Técnica de Cataluña.

## Historia
Todo comenzó en 2001 cuando Jordi Sasplugas, aficionado al mundo del ferrocarril, descubre en la estación de Mora la Nueva había un coche de viajeros abandonado y muy antiguo, tras investigar descubrió que era una pieza única que databa del año 1931. Después de notificarlo al jefe de estación y RENFE y no sabían que hacer, surgió la iniciativa entre varios vecinos de iniciar la recuperación de esta parte del pasado de Mora la Nueva.
Surge la Asociación para la Preservación del Patrimonio Ferroviario e industrial (APPFI) de Mora la Nueva que desde 2002 trabaja en la redacción de un proyecto para poner en marcha un tren turístico con tracción de locomotora de vapor y de un museo del ferrocarril.
El 6 de octubre del año 2002, por la conmemoración de los 110 años del tramo Mora la Nueva - Fayón, APPFI organizó un viaje con un tren de época para presentar el proyecto.
En diciembre de 2007 se firma un convenio entre la Fundación para la Preservación del Patrimonio Ferroviario e Industrial de Mora la Nueva, el Ayuntamiento de la localidad, el Consejo Comarcal de la Ribera de Ebro y el Consorcio de dinamización turística de las Tierras del Ebro para iniciar en febrero de 2008 la primera fase de las obras de adecuación del centro. Con un presupuesto de 30 000 € para la redacción del proyecto y de 150 000 € para la ejecución material. Las obras consistieron en la rehabilitación de la Torre del enclavamiento.
Al mismo diciembre de 2007 se pone en marcha un taller de empleo, que una vez finalizado, sus alumnos se encargarán de rehabilitar el tramo de vías necesario e instalar la placa giratoria de las locomotoras.
En diciembre de 2008, un grupo de 13 socios de APPFI, compra una máquina de tren diésel de maniobras de 1960, modelo ME-ME, a RENFE, con un coste de 7000 euros.

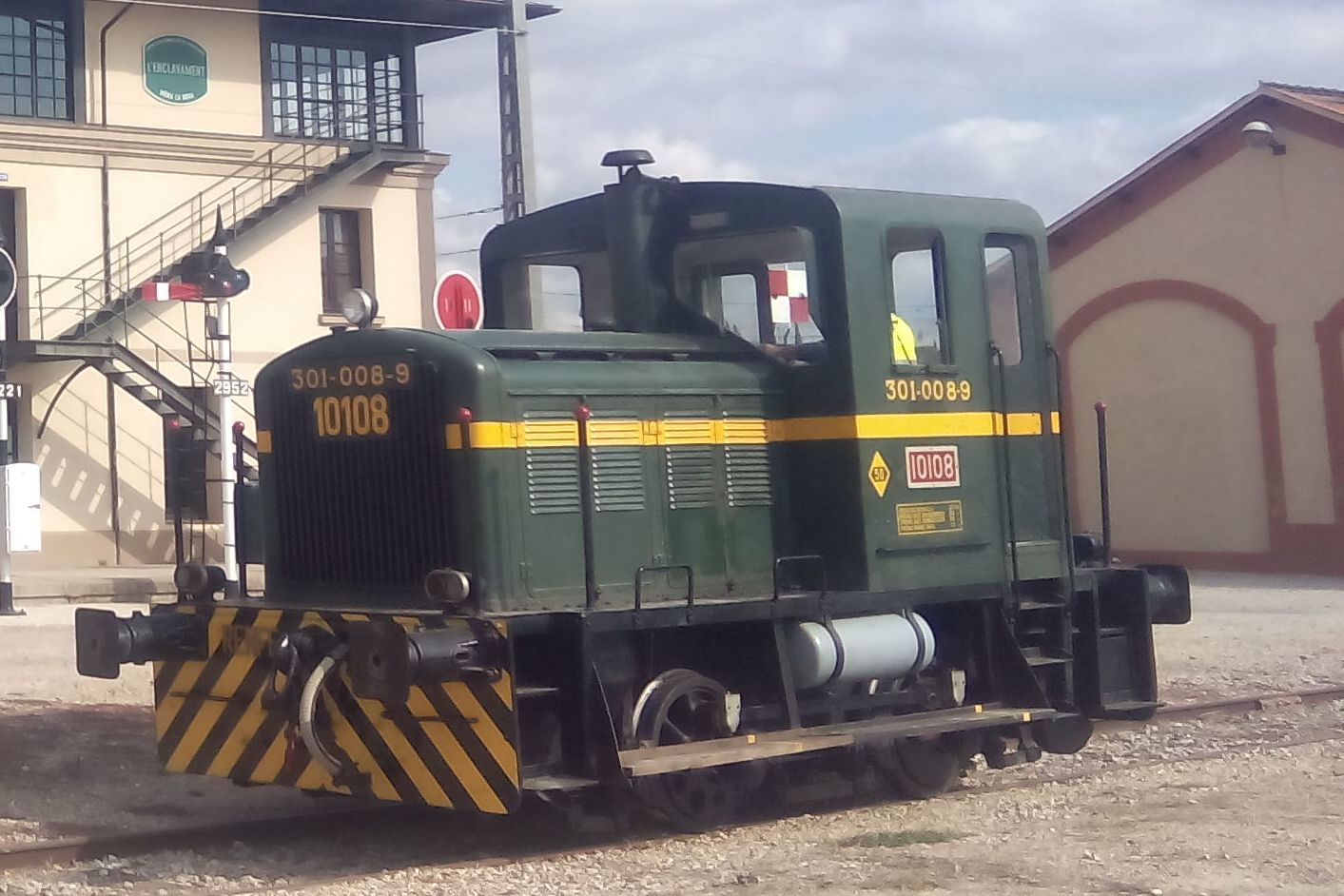
Me-mé

El 22 de mayo de 2010 el presidente de la Diputación de Tarragona, Josep Poblet, inauguraba la primera fase del centro de interpretación del ferrocarril, ubicado en El enclavamiento, la torre de control de la estación de Mora la Nueva desde donde antiguamente se dirigían las maniobras que efectuaban los trenes. La rehabilitación y museización del edificio del enclavamiento supuso una inversión de cerca de 250 000 euros. El mismo día 22 también se inaugura el puente giratorio.

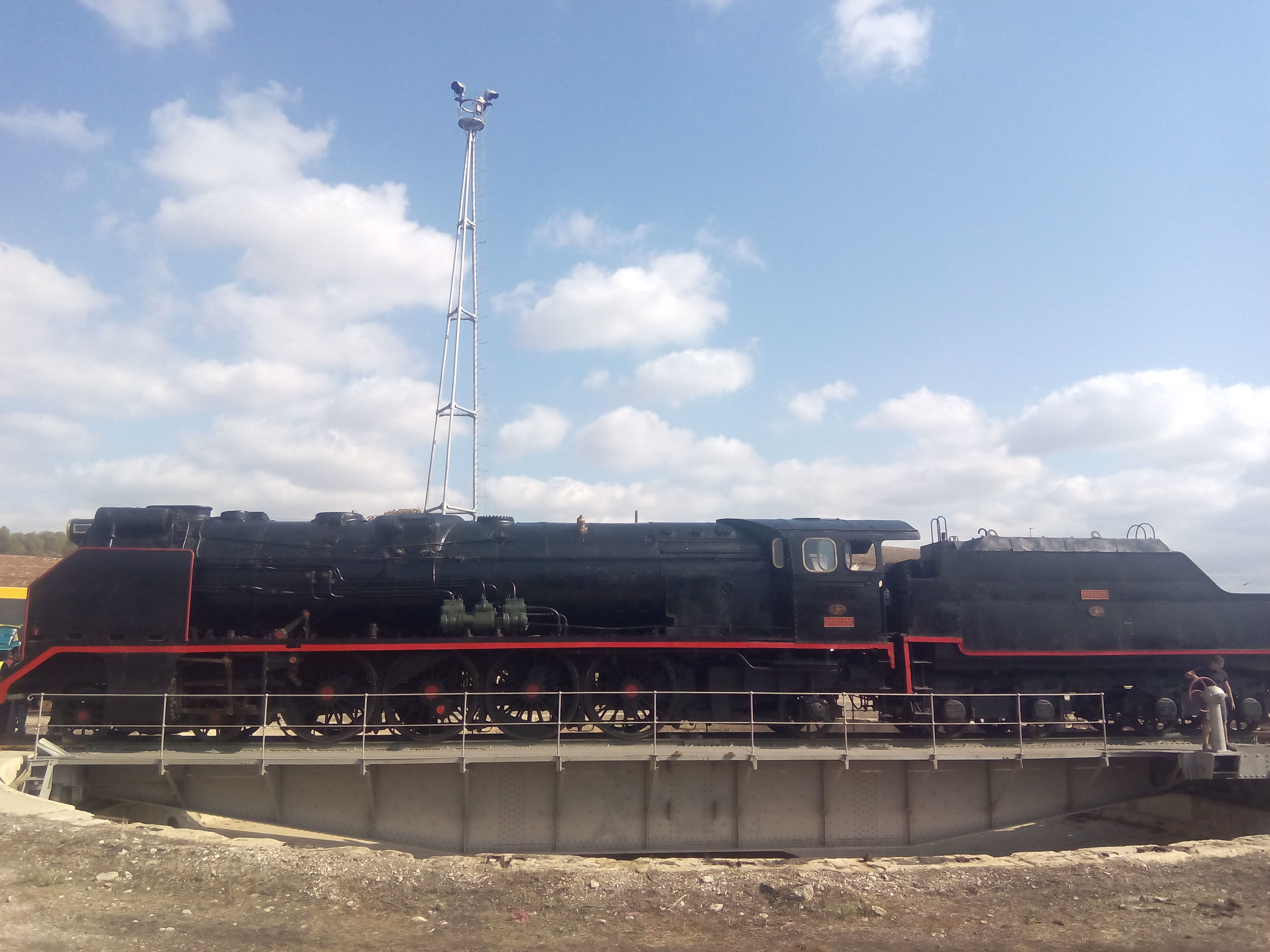
Puente giratorio con «La Bonita»

En 2011 se inician las Jornadas del Museo del tren, que se celebran el 1.er fin de semana de octubre.
El 10 de junio de 2012 llegan «La Bonita» y «La Mikado», las dos locomotoras de vapor emblema del museo y el 19 de julio una máquina Automotor Renault ABJ2.

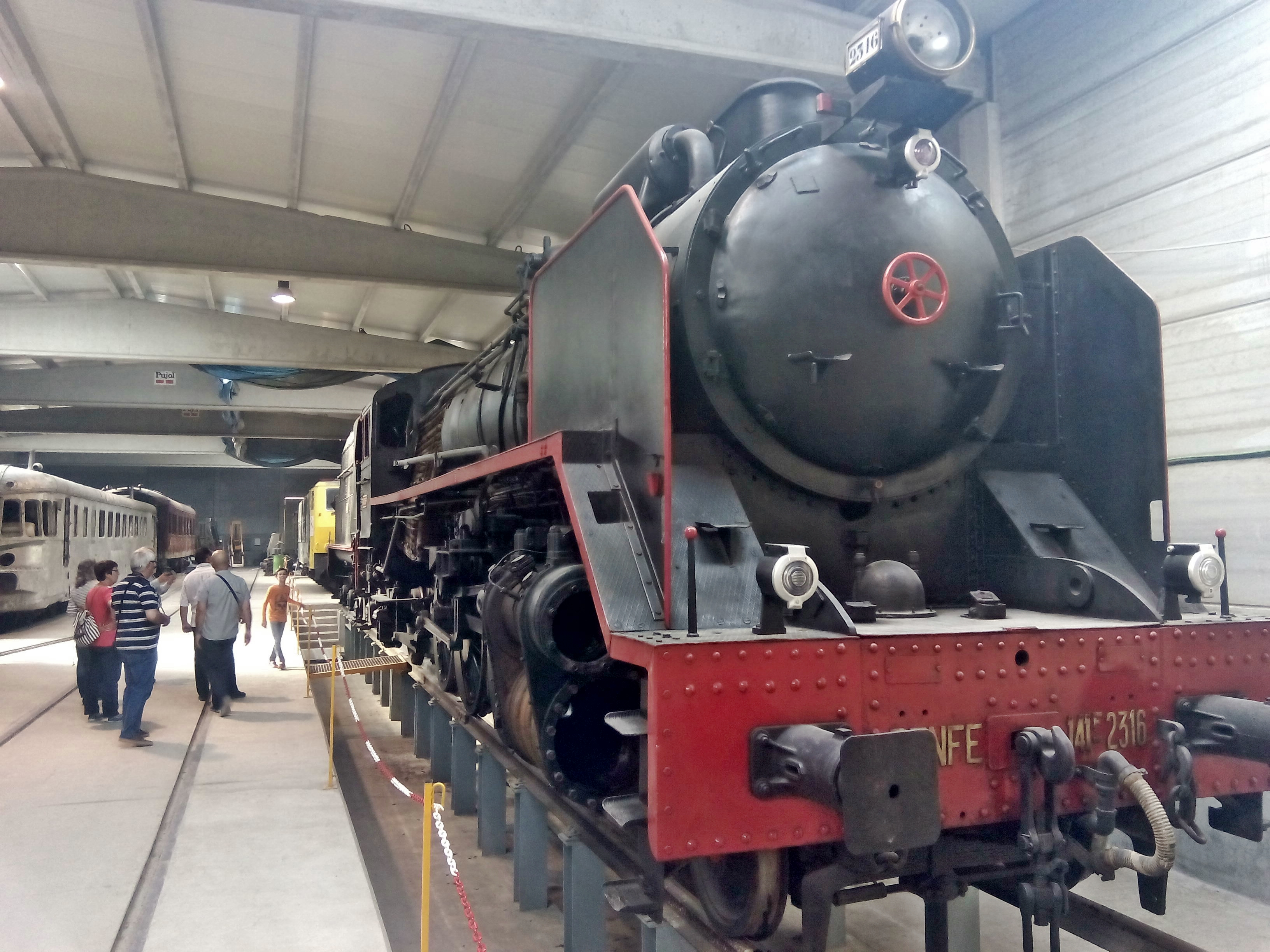
«La Mikado»

El 11 de julio de 2012 se firma un convenio de colaboración con Ferrocarriles de la Generalidad (FGC) para desarrollar el centro de interpretación, el Tren turístico y el centro de formación de oficios ferroviarios.
El 6 de marzo de 2013 se inauguraba la nueva cochera del tren turístico. El acto estuvo presidido por el presidente de la Generalidad de Cataluña, Artur Mas.
En enero de 2014 comienza la restauración de la locomotora «La Mikado». Una locomotora de 1957 de 1970 cv. Para más adelante quedará la joya de la corona, «La Bonita», único ejemplar de este modelo que se conserva. Tiene un motor diésel de 3000 cv y se dedica exclusivamente al transporte de viajeros. Se encuentra en un elevado estado de deterioro con elementos que se han perdido, las ruedas muy desgastadas y algunos problemas de motor.
En febrero de 2015, se finaliza la rehabilitación de los tres vehículos y la locomotora que deben formar parte del tren turístico «El Caspolino». La composición la forman dos coches de viajeros, CC-6029 y CC-6043, de RENFE, construidos en Francia por San Denis en 1950. Se procede a la rehabilitación integral de su interior y confort recuperando su aspecto original. Con esta rehabilitación se gana el premio Bonaplata 2.015. La operación también incluye la rehabilitación de un vagón de mercancías del tipo J2, destinado a vagón taller o de apoyo de equipamientos para el tren turístico, y también se finaliza la última fase de restauración de la locomotora diésel eléctrica 10836 (conocida como yé-yé). Esta operación supone una inversión total de 126.849,88 euros.

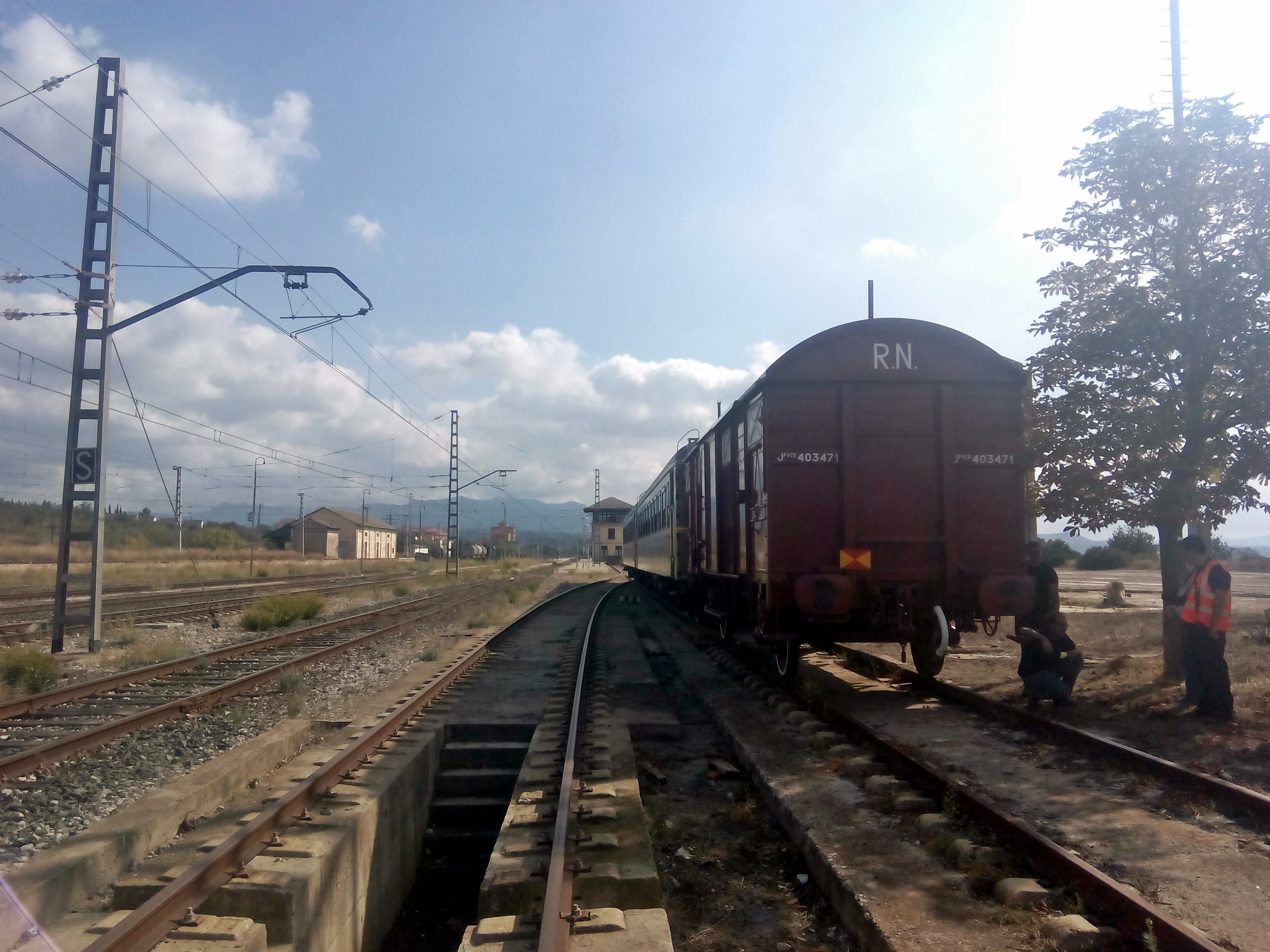
Vagón tipo 2

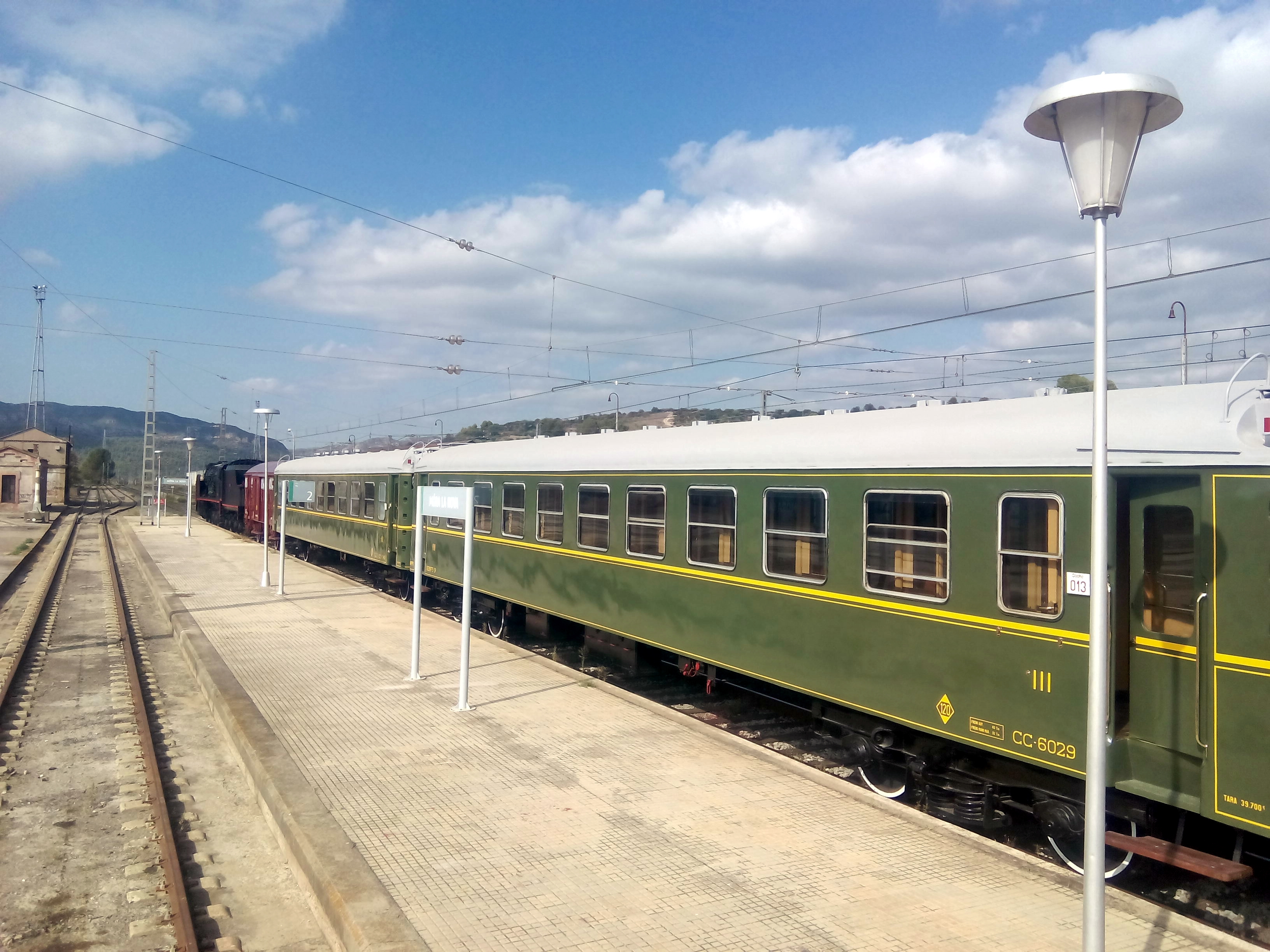
Cc6029

La yé-yé es una máquina de 1969 de 960 cv que funcionó hasta 2003. Las tareas de reparación afectaron una buena parte del motor y duraron cerca de tres años con los trabajos de los voluntarios.

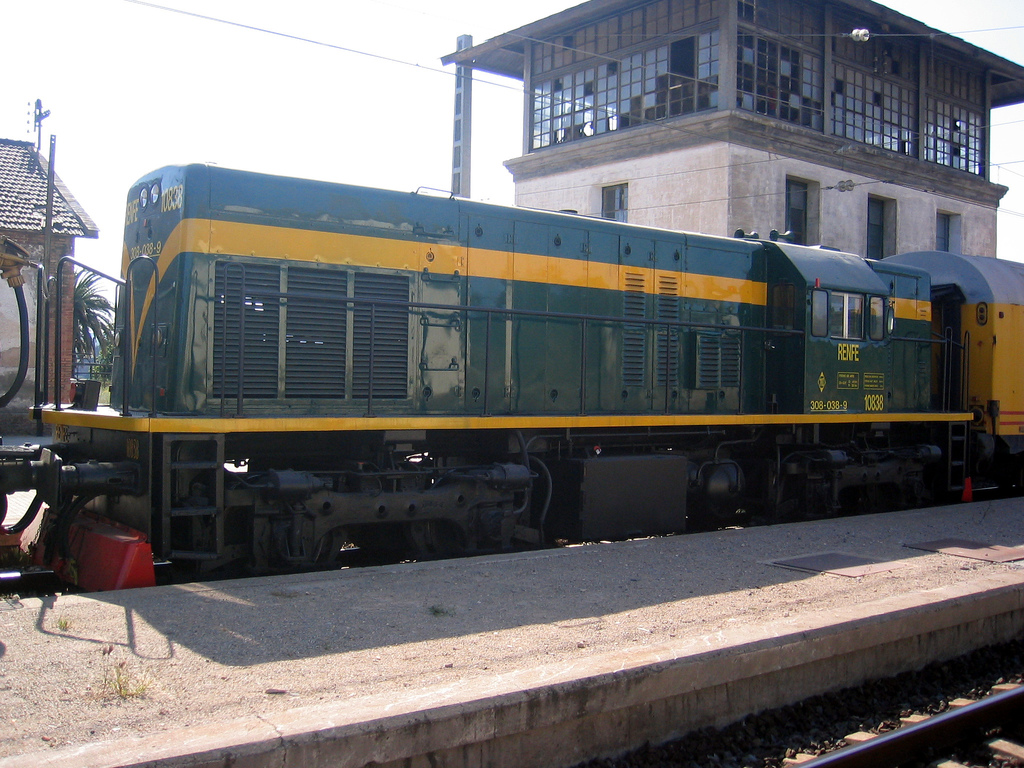
Ye-yé

En julio de 2015 la FPPFI (Fundación para la Preservación del Patrimonio Ferroviario e Industrial de Mora la Nueva) realiza un viaje institucional al Reino Unido acompañado de representantes de las diferentes administraciones vinculadas Fundación, un asesor de la Presidencia de la Generalidad de Cataluña, el alcalde de Mora la Nueva, un responsable de turismo de la Diputación de Tarragona, un consejero comarcal de la Ribera de Ebro, el concejal de Promoción Económica del Ayuntamiento de Ribarroja de Ebro y un representante de FGC. Este desplazamiento se realizó para tomar contacto con la realidad de los ferrocarriles turísticos e históricos británicos, donde se compartieron conocimientos con directivos de varias compañías.
Con el objetivo de conseguir la financiación de 1300 000 de euros que son los que faltan para que El Caspolino pueda empezar a funcionar en 2019, en febrero de 2016 se organiza un encuentro de colaboradores, a la que asisten unas sesenta personas entre representantes municipales y comarcales de los términos por donde pasa la línea R-15 del tren, desde Tarragona hasta Ribarroja, así como de la comarca del Bajo Aragón, además de representantes de la Diputación de Tarragona; los consejos comarcales de la Ribera del Ebro, de El Priorato, Bajo Campo y del Bajo Aragón; de la Cámara de Comercio de Reus y del Puerto de Tarragona.
En febrero de 2016 también se firma un convenio con el Ministerio de Fomento y la Fundación de Ferrocarriles Españoles por el que se ceden al museo cuatro nuevos coches de viajeros para que formen parte del tren turístico El Caspolino y la cesión de una nueva locomotora eléctrica Alstom, que circulaba en los años 60 entre Mora la Nueva y Tarragona. Estos llegan en junio de 2017. Son coches históricos, de la serie 6000, de compartimentos de primera clase de un conjunto de seis que a partir del año 1987 fueron transformados en coches de salón único con pasillo central, destinados a formar trenes chárter o reforzar otros convoyes. Por su decoración exterior original se les conoció como los Lucky, porque la manera en que estaban pintados recordaba una conocida marca de tabaco. Posteriormente, en 1992 fueron destinados al servicio de Regionales, siendo decorados en blanco y naranja con franjas oblicuas en los extremos. Tres años más tarde se entregaron en el Museo Nacional Ferroviario, adoptando un color verde oliva con franjas amarillas, y desde entonces estaban en depósito en Can Tunis. Tienen una capacidad de 56 plazas sentadas para coche.

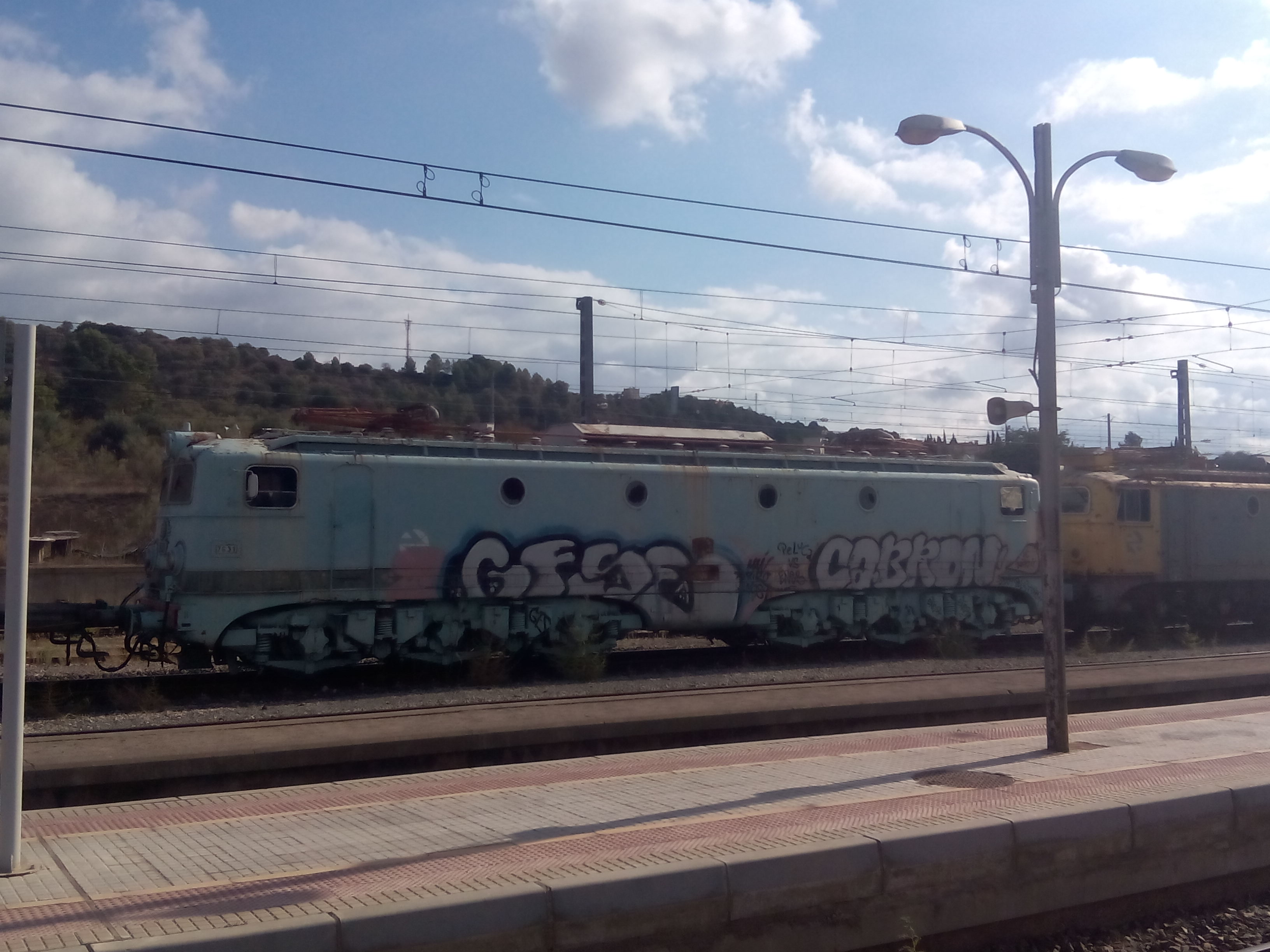
Alstom

En julio del 2016 el Departamento de Territorio y Sostenibilidad de la Generalidad de Cataluña hace la petición a Ferrocarriles de la Generalidad de Cataluña (FGC) para que este organismo se ocupe de la promoción comercial y de la gestión de «El Caspolino».
En febrero de 2017 llegó al museo un furgón calderín trasladado por carretera con un transporte especial. Los furgones calderín se construyeron para suministrar vapor a composiciones de coches de viajeros con un sistema de calefacción diseñado para ser alimentado con el vapor de las antiguas locomotoras, una vez éstas fueron sustituidas por locomotoras eléctricas. En el mes de marzo de este año también llega al museo Vagón cisterna PRfv52045 proveniente de las dependencias de la empresa CLH en el polígono industrial el Francolí.
En verano de 2017 el director general de Archivos, Bibliotecas, Museo y Patrimonio, Sr. Jusèp Boya, y el director del Museo de la Técnica y la ciencia de Cataluña, Sr. Jaume Perarnau, presentan el Plan Estratégico del Museo del Ferrocarril elaborado por la Universidad Rovira i Virgili. Un documento que propone una serie de medidas para encuadrar el museo del ferrocarril dentro del Museo de la Ciencia y la Técnica de Cataluña.
Para popularizar el museo, el año 2017, se cambia el formato de Días del museo y pasa a organizarse la primera Fiesta del Ferrocarril, con diversas actividades alrededor del ferrocarril y también por primera vez visitas teatralizadas a cargo del grupo local de teatro L'estació.
El 15 de octubre de 2017 se reciben dos nuevas locomotoras Alstom de principios de los años 50. Las locomotoras provenían de Madrid Fuencarral y tienen un alto valor histórico, ya que fueron las primeras eléctricas que modernizar la red ferroviaria tras la Guerra Civil. El Museo del Ferrocarril incorporaba así dos locomotoras nuevas, eléctricas, fabricadas en 1952 en Francia, llamadas «las francesas» por los ferroviarios de la época. Estas máquinas prestaron servicio desde 1956 en el recorrido de Barcelona a Mora la Nueva, donde acababa el trazado eléctrico, y desde este punto continuaban el trayecto, hacia Madrid, con locomotoras de vapor. Estas locomotoras dejaron de operar a principios del 1990, cuando fueron retiradas
En febrero de 2018 se finalizan los trabajos de restauración del Vagón cisterna PRfv52045, fabricado por Campsa en 1957 para lograr una distribución más eficiente del combustible. La restauración la llevó a cabo los voluntarios del APPFI con el apoyo económico del Centro de Restauración de los Bienes Muebles de Cataluña del departamento de Cultura. La cisterna se encontraba dañada y llena de piedras, se vaciaron las piedras, se restauró el depósito y la fachada exterior, se sustituyeron elementos degradados y se equipó con un freno de aire comprimido. Con esta restauración el museo es galardonado con el Premio Bonaplata por la valoración del Patrimonio Industrial Técnico y Científico.
El 28 de mayo de 2018 el museo del ferrocarril presenta un nuevo vagón, que junto con la Memé, sirve para el transporte de grupos pequeños y se construye simulando un antiguo vagón de carbón. El viaje inaugural lo hacen los alumnos de 5.º de IE Tres de abril, ganadores del concurso para bautizar el nuevo vagón como «El Tro».
El 28 de julio de 2018 se pone en marcha la primera edición del Bautizo ferroviario que consiste en la entrega de un carné de ferroviario a todos los niños y niñas mayores de 5 años. Esta es una actividad acreditada con el sello del Año Europeo del Patrimonio Cultural mediante la iniciativa FAITH, dedicada al patrimonio industrial.
En diciembre de 2018 se inician las representaciones de El espíritu de Navidad, una representación teatral con la colaboración del grupo de teatro L'estació. Una aventura familiar navideña que incluye un pequeño recorrido en tren por las instalaciones del museo.